# بازداشتگاه ۵۹ سپاه پاسداران
بازداشتگاه ۵۹ یکی از مهم‌ترین بازداشتگاه‌های مخفی تهران است که در پادگان ولیعصر (عشرت آباد) قرار گرفته‌است و به سازمان حفاظت اطلاعات سپاه پاسداران تعلق دارد.

## وضعیت بازداشتگاه
پادگان عشرت آباد (ولیعصر) که یکی از بزرگترین پادگان‌های تهران است توسط نیروی انتظامی و سپاه به صورت مشترک استفاده می‌شود. بازداشتگاه ۵۹ در بخش جنوب غربی این پادگان قرار دارد. 
این بازداشتگاه دارای دو بند انفرادی با سلول‌هایی به ابعاد ۲×۱/۵ متر و یک بند عمومی است. زندانیان جز داخل سلول انفرادی چشم‌بند دارند و برای انتقال آنان به خارج زندان از آمبولانس استفاده می‌شود.
پس از آغاز فعالیت دستگاه اطلاعات موازی (که زیر نظر علی خامنه‌ای و توسط حفاظت اطلاعات سپاه، نیروی انتظامی و قوه قضائیه فعالیت خود را آغاز کرد)، اطلاعات بیشتری پیرامون فعالیت این زندان غیرقانونی منتشر شد.
نهایتاً اعلام شده‌است که این بازداشتگاه، که از مهم‌ترین بازداشتگاه‌های خارج از نظارت سازمان زندان‌ها بوده‌است، به زندان اوین (بازداشتگاه امنیتی سپاه پاسداران) منتقل شده‌است.
اعتراضات دانشجویانی که پس از واقعه ۱۸ تیر دستگیر شدند و شکایت به کمیسیون اصل نود مجلس ششم و تلاش نمایندگان جنبش دانشجویی در مجلس ششم از جمله علی اکبر موسوی خوئینی و الهه کولایی در تعطیلی این بازداشتگاه مؤثر بود. پس از زندان توحید، این بازداشتگاه بزرگترین زندان غیرقانونی ایران بود.